# Belmont-sur-Lausanne
Belmont-sur-Lausanne este un oraș în Elveția.